# Jatropha grossidentata
Jatropha grossidentata är en törelväxtart som beskrevs av Ferdinand Albin Pax och Käthe Hoffmann. Jatropha grossidentata ingår i släktet Jatropha och familjen törelväxter. Inga underarter finns listade i Catalogue of Life.